# Камбаров, Илья Алексеевич
Илья Алексеевич Камбаров (6 (18) июля 1879, Камышин, Саратовская губерния, Российская империя — 1958, Свердловск, РСФСР, СССР) — русский советский скульптор и педагог.

## Биография

### Учёба
Родился в городе Камышин Саратовской губернии (ныне — Волгоградская область).
В 1901—1904 годах учился в Боголюбовском рисовальном училище у скульптора Николая Петровича Волконского. Затем в 1904—1906 годах — в Санкт-Петербурге в Рисовальной школе Императорского общества поощрения художеств у Иосифа Эммануиловича Браза; позднее, в 1906—1907 годах — совершенствовался в студии профессора Дмитрия Николаевича Кардовского; наконец, в 1907—1910 годах — ассистентировал на скульптурном отделении Высшего художественного училища при Императорской Академии художеств у профессора Гуго Робертовича Залемана.

### Художественная и преподавательская деятельность
Из-за болезни лёгких был вынужден оставить учёбу и уехать на Урал. Там он жил в горнозаводских посёлках, много рисовал и лепил. Проживал в Каслях, где в 1916—1918 годах преподавал рисование и лепку в Каслинском волостном начальном училище и в Школе инструкторов сельскохозяйственных машин. В 1918 году переехал в Екатеринбург, где устроился на работу инструктором изобразительного искусства в уездном отделе народного образования. Преподавал изобразительное искусство и ручной труд на Опытной станции социалистического воспитания имени В. И. Ленина вплоть до 1928 года, одновременно преподавал рисунок и лепку в архитектурно-строительном (1921—1931), Уральском индустриально-художественном (1928—1931) и горном (1931—1932) техникумах.
Работал скульптором в производственных мастерских Екатеринбурга вплоть до своей кончины в 1958 году. Был похоронен на Ивановском кладбище Свердловска.
Член Ассоциации художников революционной России с 1925 года, с 1927 года — член Общества художников-скульпторов. Член правления Свердловского отделения Союза художников СССР в 1937—1938 годах.

#### Работы
В Свердловске принимал активное участие в осуществлении ленинского плана монументальной пропаганды. Среди его произведений — обелиск на площади Парижской Коммуны (1920); мемориальные доски, посвящённые Николаю Толмачёву и Карлу Либкнехту (1920); рельеф «Строителям города», установленный на плотине городского пруда (1923).
Был автором монументально-декоративных скульптур для Дома промышленности, окружного Дома офицеров, здания штаба Уральского военного округа (1930-е) и набережной городского пруда. Участник художественных выставок различных уровней: в Императорской академии художеств (1910), «Выставки внепартийных обществ» в Санкт-Петербурге (1913), Екатеринбурге (1914, 1924—1949), Москве (выставка «ОРСА», 1927—1928), Перми и Уфе (1930-е); двух персональных выставок (1955, 1980).

Автор работ «Слепцы», или «Сермяжная Русь» (дерево, 1905); «Муза» (мрамор, 1918); «Гордиев узел» (дерево, 1919). Автор многих скульптурных портретов портретов — Льва Толстого (дерево, 1919), Владимира Ленина, Н. П. Федоровой (мрамор, 1924); рельефов «На передовой» и «Непокоренные» (оба — дерево, 1943); портретов знаменитых уральцев: А. П. Карпинского (1949), Е. А. и М. Е. Черепановых (1953), А. С. Попова (1954).
Произведения Камбарова ныне хранятся в Екатеринбургском музее изобразительных искусств и прочих музеях Урала.